# Gábor Makrai
Gábor Makrai (Eger, 26 giugno 1996) è un calciatore ungherese, attaccante del Csíkszereda.

## Carriera

### Club
Ha giocato nella prima divisione ungherese.

### Nazionale
Il 24 marzo 2016 ha esordito con la nazionale Under-21 ungherese disputando il match di qualificazione per gli Europei del 2017 pareggiato 0-0 contro Israele.